# Refrigerantes Convenção
Refrigerantes Convenção é uma empresa familiar brasileira dedicada à produção de bebidas como xaropes e refrigerantes, mais conhecida pela produção do Frutaína e refrigerantes à base de frutas.
É uma indústria que iniciou suas atividades produzindo refrigerantes, e posteriormente, em 2001, estendeu sua participação no ramo de cervejas, inaugurando a cervejaria Guitt's.

## História

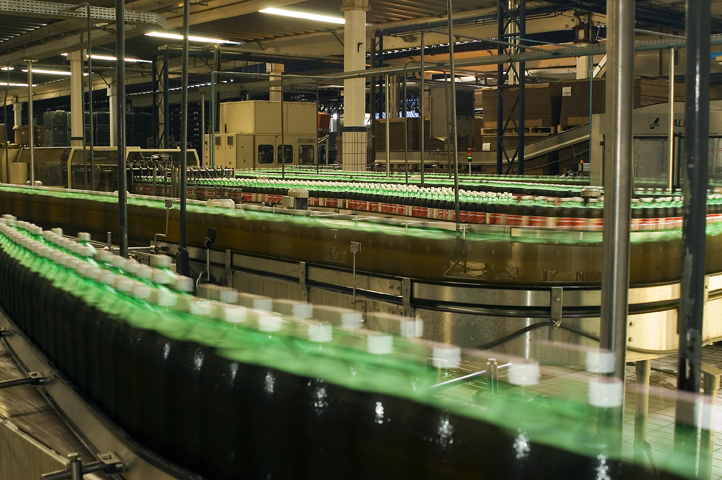
Produção Refrigerantes Convenção

A empresa foi fundada em 1930 em Itu, cidade do interior de São Paulo, por Arthur Primo Schincariol, pai de José Nelson Schincariol, fundador da empresa de bebidas do mesmo nome.[carece de fontes?] A origem da marca se deu por meio da Convenção Republicana de Itu, realizada em 1873.
Em 1951, foi adquirida por Olavo Valente de Almeida e Victorio Guitti e seus dois filhos, Geraldo e Dércio Luiz. Geraldo Guitti é o atual presidente da empresa, juntamente com seus dois filhos, Carlos e Francisca.
Atualmente, a Refrigerantes Convenção possui 2 unidades fabris: uma em Campo Grande, no Rio de Janeiro, e Caieiras, em São Paulo. A unidade de Caieiras oferece a possibilidade de visitas para que a população possa conhecer toda a história e o processo de produção por trás de suas bebidas.
Além de atender o Brasil, a empresa exporta para países do Mercosul, Europa e Ásia.

## Produtos

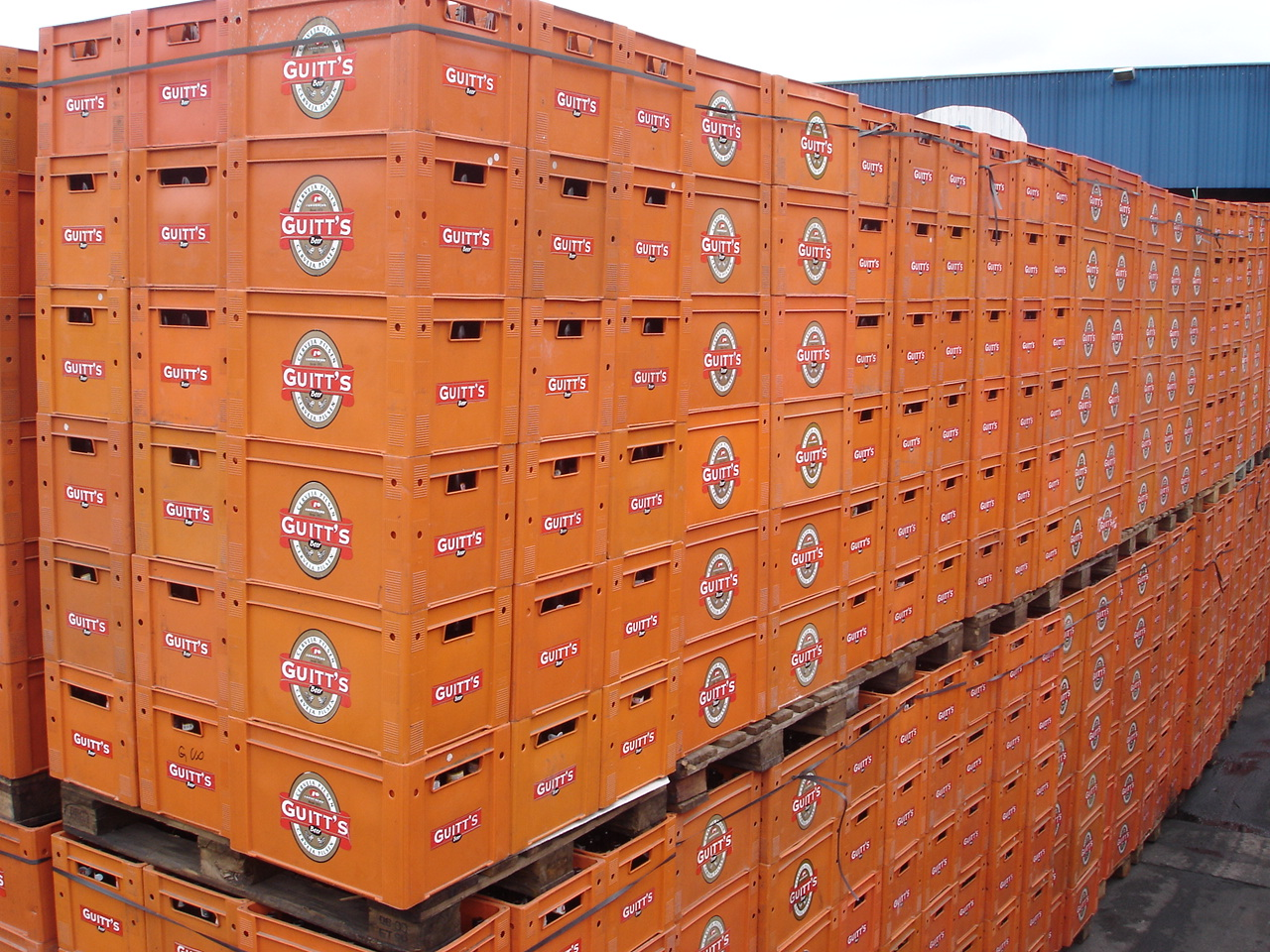
Caixas de cerveja Guitt's

A Refrigerantes Convenção possui em sua linha de produtos:
- Cervejas: Guitt´s (Pilsen, Malzbier e Radler), Zebu (Stout e Bock) e Ravache (Gold, MunichDunkel, IPA, Weiss e Pilsen);
- Refrigerantes Convenção (Guaraná, Frutaína, Limão, Vitt´s, Cola, Laranja, Uva e Abacaxi);
- Refrigerantes light: Guaraná e Frutaína;
- Sucos de frutas: Maracujá, Laranja com Acerola, Uva e Maçã, Guaraná, Guaraná com Açaí e Frutas Vermelhas;
- Xaropes: Groselha, Uva, Açaí e Guaraná;
- Energético MSX.

## Parceria alemã
De 2007 a 2009 a cervejaria Guitt´s firmou uma parceria com a cervejaria alemã Bitburguer  e começou a fabricar no Brasil uma das receitas de cerveja mais antigas do mundo, criada em 1817.

## Responsabilidade ambiental
Em 2020 a Refrigerantes Convenção foi reconhecida pelo Selo Verde, certificação que contempla empresas que possuem boas práticas ambientais, por meio de seus critérios de avaliação: água e efluentes, energia, matérias-primas, emissões atmosféricas e educação ambiental.
Ele é fornecido por um seleto grupo de empresas comprovadas por meio de pesquisa e tem por objetivo conferir licenças operacionais emitidas pelos órgãos ambientais nas esferas municipal, estadual e federal, reconhecendo que estão adequadas, bem como a política de meio ambiente.